# نادي الجيش (سوريا)
نادي الشام الرياضي أو نادي الجيش السوري سابقاً هو نادي كرة قدم سوري يقع مقرة في دمشق وأحد الأندية الرياضية الشهيرة في سوريا.

## إنجازاته
- الدوري السوري (16)
  - أعوام: 1973، 1976، 1979، 1985، 1986، 1998، 1999، 2001، 2002، 2003، 2010 ، (2013) ، (2015) ، (2016) .(2017) (2018)
- كأس الجمهورية السورية (8)
  - أعوام: 1967، 1986، 1997، 1998، 2000، 2002، 2004 ( 2014 )
- كأس الاتحاد الآسيوي (2)
  - أعوام: 2004
- البطولة العسكرية العربية (3)
  - أعوام: 2010 2012 2013

لمركز الثالث في كأس العالم العسكرية
يتبع نادي الجيش لهيئة الإعداد البدني في الجيش والقوات المسلحة - وزارة الدفاع.
و يمارس العديد من الرياضات أهمها كرة القدم، كرة السلة، كرة اليد.
كما حقق بطولة الدوري السوري لموسم 2010ـ 2009
ويعد أبرز لاعبين الفريق: ماجد الحاج ـ عبد الرزاق الحسين ـ ماهر السيد ـ سيد بايزيد ـ محمد الواكد
وغيرهم من النجوم.

## لاعبو فريق كرة القدم الأول للموسم 2019/2018
| الرقم | الجنسية | المركز | اللاعب           |
| ----- | ------- | ------ | ---------------- |
| 1     | سوريا   | حارس   | أحمد مدنية       |
| 55    | سوريا   | حارس   | شاهر الشاكر      |
| 7     | سوريا   | مدافع  | احمد حسام        |
| 4     | سوريا   | مدافع  | حسين الشعيب      |
| 10    | سوريا   | مدافع  | عبد الملك عنيزان |
| 17    | سوريا   | مدافع  | مؤمن ناجي        |
| 25    | سوريا   | مدافع  | يوسف الحموي      |
|       | سوريا   | وسط    | احمد الخصي       |
|       | سوريا   | وسط    | أحمد الأشقر      |

| الرقم | الجنسية | المركز | اللاعب            |
| ----- | ------- | ------ | ----------------- |
| 5     | سوريا   | وسط    | عز الدين عوض      |
| 27    | سوريا   | وسط    | بهاء الدين الأسدي |
| 77    | سوريا   | وسط    | حسام بوادقجي      |
| 7     | سوريا   | وسط    | رضوان قلعجي       |
| 6     | سوريا   | وسط    | محمد أدهم شريفة   |
| 88    | سوريا   | وسط    | محمد عنز          |
| 13    | سوريا   | وسط    | عمر الترك         |
| 99    | سوريا   | مهاجم  | محمد الواكد       |
| 50    | سوريا   | مهاجم  | فارس أرناؤوط      |